# Oisy-le-Verger
Oisy-le-Verger ist eine französische Gemeinde mit 1200 Einwohnern (Stand 1. Januar 2022) im Département Pas-de-Calais in der Region Hauts-de-France. Sie gehört zum Arrondissement  Arras und zum Kanton Bapaume.
Nachbargemeinden von Oisy-le-Verger sind Brunémont im Norden, Aubigny-au-Bac im Nordosten, Aubencheul-au-Bac im Osten, Épinoy im Südosten, Sauchy-Lestrée im Süden, Sauchy-Cauchy im Südwesten, Écourt-Saint-Quentin und Rumaucourt im Westen sowie Arleux und Palluel im Nordwesten.

## Bevölkerungsentwicklung
| Jahr      | 1962 | 1968 | 1975 | 1982 | 1990 | 1999 | 2007 |
| Einwohner | 1353 | 1328 | 1310 | 1278 | 1301 | 1261 | 1285 |

## Sehenswürdigkeiten
- Kirche Saint-Didier (Neubau nach dem Ersten Weltkrieg)
- Burgruine
- Ruine der Abtei Sainte-Marie-du-Verger
- Der Menhir Le Gros Caillou steht etwa 2,0 km westlich von Oisy-le-Verger.

## Persönlichkeiten
- Hugues III. (Huon) d’Oisy (12. Jahrhundert), Herr von Oisy und Dichter
- Jean de Montmirail (12. Jahrhundert), Herr von Oisy, um 1250 seliggesprochen